# Sept fois, sept fois l'homme, jamais !
Sept fois, sept fois l'homme, jamais ! (titre original : And Seven Times Never Kill Man) est le titre d'une nouvelle de George R. R. Martin, parue pour la première fois en juillet 1975 dans le magazine Analog Science Fiction and Fact. Elle est incluse au recueil original Des astres et des ombres (Songs of Stars and Shadows), regroupant neuf histoires de Martin, publié en juillet 1977 puis traduit en français et publié en avril 1983 dans le recueil paru aux éditions J'ai lu.

## Résumé
Les Anges d'Acier colonisent une planète habitée par la population indigène et pacifique nommée Jaenshis. Ne-Krol, un marchand étranger, assiste à la confrontation de ces deux peuples opposés.

## Distinction
- La nouvelle a été nommée pour le prix Hugo de la meilleure nouvelle longue et le prix Locus de la meilleure nouvelle longue 1976.